# قناة أجيم

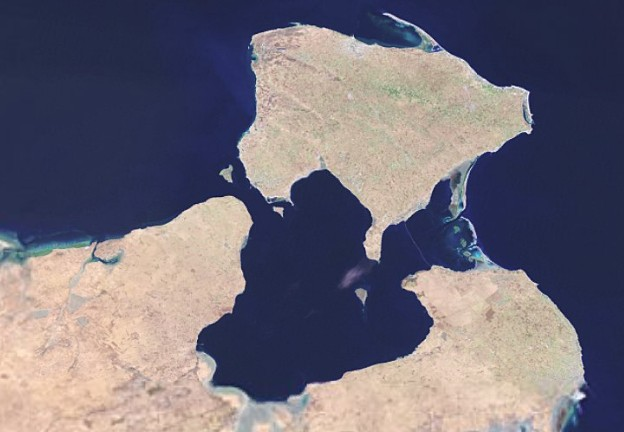
قناة أجيم على اليسار.

قناة أجيم هي قناة طبيعية تقع في المكان الفاصل بين جزيرة جربة والقارة الأفريقية، وذلك نتيجة انهيار أجراف قبل مليون سنة.

يبلغ عرض القناة 500 2 متر، وعمقها 16 متر على الأقل. ميناء مدينة أجيم على الجزيرة يعتبر من أهم الموانئ إلى جانب ميناء حومة السوق. كان في القديم مشهورا بصيد الأسماك والإسفنجيات.

على مستوى القناة، يربط بين مدينة أجيم (على جزيرة جربة) وقرية الجرف (على القارة)، رحلات يومية لبطاحات (أو عبارات).

## مقالات ذات صلة
- رأس الجرف
- خليج بوغرارة
- القنطرة الرومانية بجربة